# Max Amann

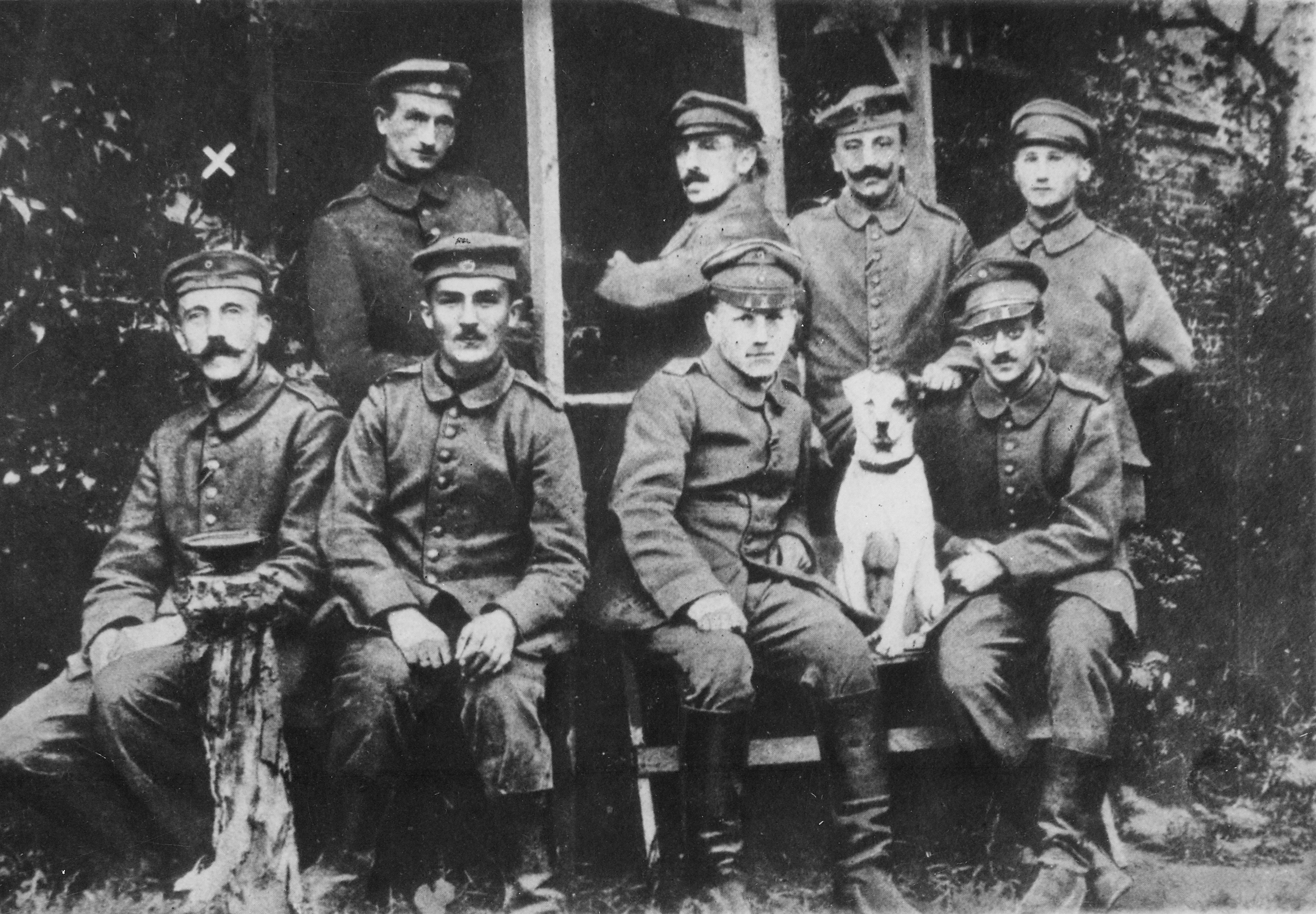
Max Amann (sittande, andre man från höger) som soldat under första världskriget. Adolf Hitler sitter längst till vänster. Fotografiet togs i regementsstabens trädgård i Fournes 1915.

Max Amann, född den 24 november 1891 i München, Bayern, Kejsardömet Tyskland, död den 10 mars 1957 i München, Bayern, Västtyskland, var en tysk nazist, riksledare och SS-Obergruppenführer. Amann var från 1933 till 1945 ordförande för Reichspressekammer, som administrerade Nazitysklands olika massmedier.

## Biografi

### Första världskriget
Under första världskriget tjänstgjorde Amann i 16:e reservinfanteriregementet (RIR 16) som ingick i 6:e bayerska reservdivisionen. Regementet var känt under namnet "Regiment List" efter Julius List (1864–1914), som var dess första chef. I detta regemente stred vicekorpral Adolf Hitler och Amann var som fältväbel dennes överordnade. Hitler tjänade i huvudsak som ordonnans.

### NSDAP
Efter första världskriget återvände Amann till München och gick 1921 med i NSDAP; han hade partibok nummer 3. Hitler utsåg Amann till partiets förste kassör (1. Geschäftsführer der NSDAP) och presschef. I november 1923 förövade Hitler den så kallade ölkällarkuppen. Kuppen misslyckades och Hitler och flera andra anhängare internerades på fästningen i Landsberg am Lech. Amann avtjänade sex månader i fängelse. Efter frisläppandet gav Hitler 1925 Amann i uppgift att bygga upp partiets bokförlag, Eher-Verlag. Amann var ansvarig för tidningarna Das Schwarze Korps och Völkischer Beobachter. Amann föreslog titeln Mein Kampf på den bok som Hitler tänkt kalla "Fyra och ett halvt års kamp mot lögner, dumhet och feghet" och ordnade med dess publicering. Amann förlorade sin vänstra arm i samband med en jaktolycka i september 1931.
När nazisterna i januari 1933 tog över makten i Tyskland blev Amann ordförande i Rikets presskammare (Reichspressekammer) och Rikets organisation för tidningsutgivare och kontrollerade därmed presscensuren. År 1943 införlivade han Alfred Hugenbergs tidningskoncern i nazistpartiets tillgångar.
Efter andra världskriget ställdes Amann inför en denazifieringsdomstol och dömdes att förlora sina tillgångar. Max Amann dog utfattig i München 1957.

## Befordringar inom SS
- SS-Gruppenführer: 15 mars 1932
- SS-Obergruppenführer: 30 januari 1936